# اوبر ودرین
اوبر ودرین (انگلیسی: Hubert Védrine؛ زادهٔ ۳۱ ژوئیهٔ ۱۹۴۷) سیاست‌مدار سوسیالیست فرانسوی است. او که مشاور دیپلماتیک رئیس جمهور فرانسوا میتران بود، از ۱۹۹۱ تا ۱۹۹۵ به عنوان دبیرکل ریاست جمهوری و سپس در دولت لیونل ژوسپن از ۱۹۹۷ تا ۲۰۰۲ به عنوان وزیر امور خارجه حضور داشت.
پس از انتخاب مجدد ژاک شیراک در مه ۲۰۰۲, ودرین با دومینیک دو ویلپن جایگزین شد. مشخصه هر سهٔ این افراد با ضدیت شدید با اقدام یکجانبهٔ آمریکا در عراق است.